# Haus zum Haus
Das Haus zum Haus ist eine aus dem 13. Jahrhundert stammende Wasserburg am Angerbach in Ratingen.

## Geschichte
Vermutlich befand sich im 8. Jahrhundert an der Stelle der heutigen Burg eine fränkische Siedlung an einem befestigten Übergang über die Anger.
Im 9. Jahrhundert befand sich an gleicher Stelle eine durch Palisaden geschützte Wallburg oder Motte zur Absicherung einer Furt über die Anger. Im 12. Jahrhundert wurde diese Wallburg durch einen Brand vollkommen zerstört.
Die Wasserburg wurde um 1276 als Stammsitz des Adelsgeschlechts derer von Haus errichtet und war Teil einer Reihe von Verteidigungsanlagen entlang der Anger, der sogenannten „Angerlinie“.
1474 erfolgte eine Erweiterung durch Johann zum Haus, seinerzeit Marschall des Herzogtums Berg.
Im 16. Jahrhundert wurde die Hauptburg um eine Vorburg ergänzt, die in Folge mit Ställen und anderen Häusern ausgebaut wurde.
Bis in das 19. Jahrhundert gehörte zum Haus auch das Stroetrecht (von „Stroet“ für Strauch, Gebüsch, Dickicht). Es handelte sich hierbei um das Recht, im Wald zwischen Duisburg und Düsseldorf Wildpferde zu halten, das neben dem Herzog von Berg nur wenigen Adelssitzen zustand (Broich, Heltorf, Böckum, Haus zum Haus, Groß-Winkelhausen, Oefte und Landsberg).
1972 schenkte der damalige Eigentümer Graf von Spee die heruntergekommene und unbenutzbare Burg der Stadt Ratingen, die sie wiederum 1973 an den Architekten Bruno Lambart (1924–2014) als Erbbaurecht gab. Dieser restaurierte die Anlage über einen Zeitraum von 10 Jahren und erweiterte sie um moderne Anbauten, die sich auf den ersten Blick optisch kaum von der Altanlage abheben und mit mehreren Architekturpreisen bedacht wurden.

## Anlage

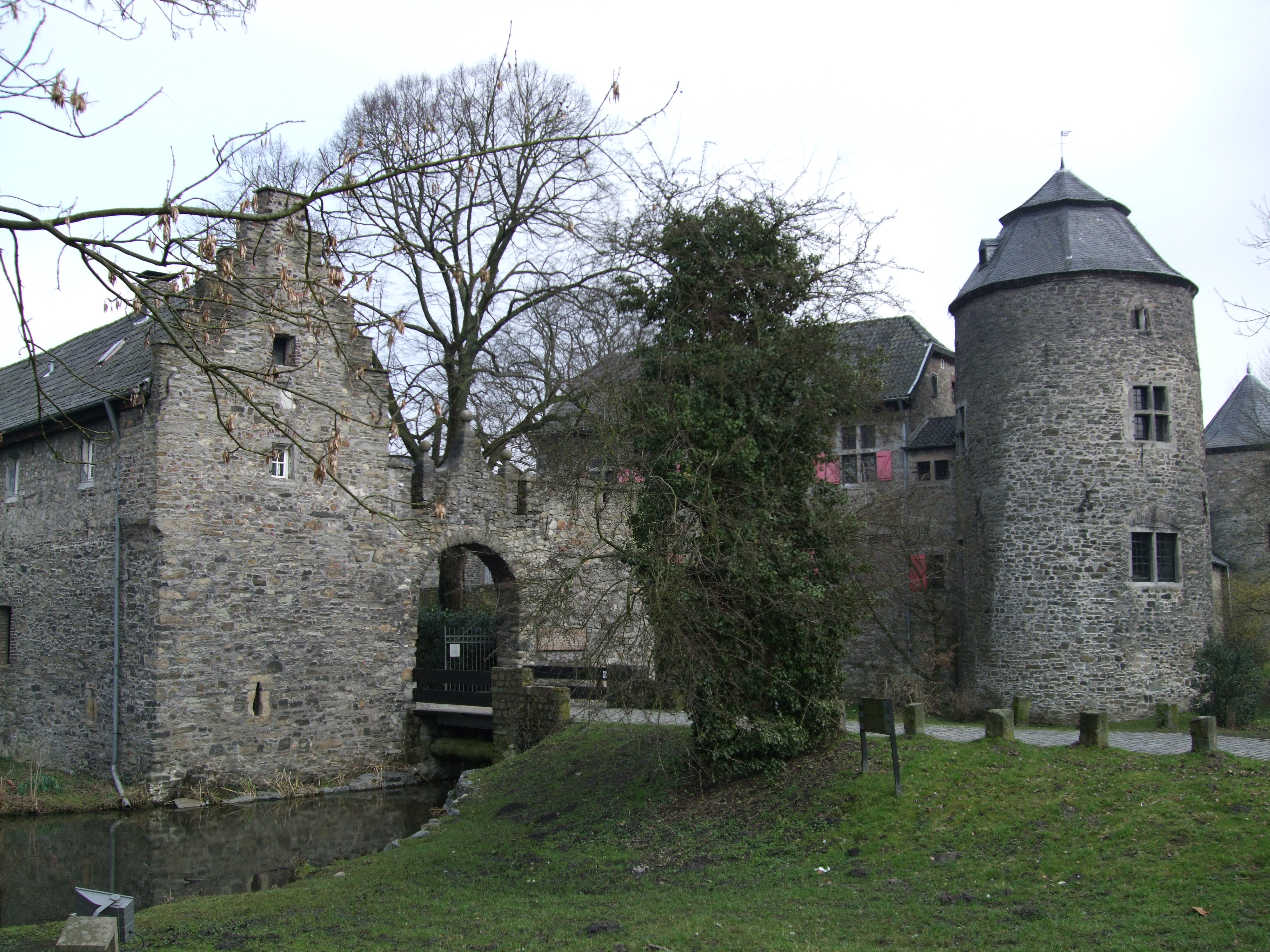
Eingang zur Vorburg

Durch die zahlreichen Umbauten und Erweiterungen stellen nur noch einige Teile der Burg den Urzustand aus dem 13. Jahrhundert dar.
Die Burganlage in ihrer heutigen Form besteht aus der Hauptburg und der Vorburg, beide jeweils von einem Wassergraben umgeben, der jedoch nicht mehr vollständig erhalten ist.
Die Vorburg umgibt die Hauptburg nicht komplett, sondern nur im Westen und Norden. Der Hauptzugang zur Vorburg erfolgt von Süden über eine Brücke durch ein großes steinernes Portal, lange Zeit der einzige Zugang zur Burg. Die Vorburg wird im Norden durch eine große ehemalige Stallanlage begrenzt, die heute als Kulturzentrum genutzt wird. Rechts davon befindet sich ein Nebenausgang, der zum Poensgenpark führt.
Vom Inneren der Vorburg führt eine Brücke (ehemals eine Zugbrücke, deren Führungen noch gut erkennbar sind) in die Hauptburg. Diese verfügt über drei Rundtürme und den rechteckigen Torturm. Der Südturm mit einer Mauerstärke von drei Metern war ein reiner Verteidigungsturm, die anderen Türme wurden auch zu Wohn- oder Lagerzwecken genutzt.
Die Burgmauer und der Wassergraben umgeben die Burg heute nur noch zu etwa drei Vierteln.

## Heutige Nutzung
In der Burg sind heute ein Kulturzentrum, Wohngebäude, ein Restaurant, ein Architekturbüro und ein Medienunternehmen untergebracht.
Das Gelände der Vorburg ist Tag und Nacht frei zugänglich, der Hof der Hauptburg in der Regel tagsüber und mindestens während der Restaurantöffnungszeiten.